# Faustino Galicia Chimalpopoca
Faustino Galicia Chimalpopoca o Faustino Chimalpopoca Galicia (Tláhuac, Ciudad de México, 1802 - ibídem, 1877), historiador y nahuatlato (hablante y traductor de náhuatl). Sus manuscritos se encuentran dispersos en la Biblioteca Nacional de México, Fondo Reservado; Biblioteca del Museo Nacional de Antropología, Colección Antigua; Biblioteca Bancroft de la Universidad de Berkeley, California, Biblioteca Newberry de la Universidad de Chicago, Biblioteca Nacional de París, etcétera. También fue Caballero de la Orden Imperial de Guadalupe.
Fue hijo de Alejo Chimalpopoca Galicia, gobernante de Tláhuac, nació en el barrio de Ticic, después llamado San Miguel Nepohualoyan. Estudió en el Colegio de San Ildefonso con el apoyo del emperador Agustín de Iturbide, donde se graduó como Licenciado en Derecho. Impartió clases de idioma náhuatl en el Colegio de San Gregorio y en la Real y Pontificia Universidad de México. Fue miembro de la Sociedad Mexicana de Geografía y Estadística. Durante la Segunda Intervención Francesa en México, conoció a Maximiliano de Habsburgo, a quien le dio clases de náhuatl. Apoyó la causa imperial y fue profesor en lenguas indígenas de los emperadores Maximiliano y Carlota de México. Como comisionado en asuntos indígenas, tras volverse presidente de la Junta Protectora de las Clases Menesterosas de México, ayudó a elaborar disposiciones para mejorar la vida de los indios del imperio. Tras la caída del Segundo Imperio Mexicano, se exilió en Francia, pero volvió a México, años más tarde. Trabajó en el Museo Nacional de Arqueología, Etnología e Historia. Murió en 1877.

## Obras publicadas
- Silabario de idioma mexicano (1849)
- Epítome o modo fácil de aprender el idioma náhuatl o lengua mexicana (1869)